# Can Bell-lloch
Can Bell-lloch és un edifici civil al municipi de Cardedeu (Vallès Oriental) catalogat en l'Inventari del Patrimoni Arquitectònic de Catalunya. El carrer Teresa Oller es deia carrer d'Amunt en el segle xviii i diu en Balvey que estava en creixement en aquell segle. El carrer era el més important del poble, i la travessada de l'església fins a la creu de terme. La casa citada no té cap data a la seva llinda, com passa amb moltes altres cases del segle xvii d'aquest carrer. Però segueix el mateix estil de les altres i s'engloba clarament en la línia constructiva de tot el carrer. Es tracta d'una casa de veïns entre mitgeres amb planta baixa i dos pisos. La façana és plana i arrebossada. Té un portal d'accés dovellat amb un gran arc escarser. La majoria de les obertures són finestres balconeres, la resta són petites finestres amb llinda plana voltades de dovelles. A l'interior es troba un gran pati, eix de tota l'habitatge.